# Haritini Kotsidu
Haritini Kotsidu (griechisch Χαριτίνη Κωτσίδου Charitini Kotsidou, * 1963 in Kastoria) ist eine deutsche Klassische Archäologin griechischer Herkunft.
Haritini Kotsidu studierte von 1981 bis 1985 Klassische Archäologie, Kunstgeschichte und Klassische Philologie an der Johann Wolfgang Goethe-Universität Frankfurt am Main und der Universität Würzburg. 1986 schloss sie in Frankfurt das Studium zunächst mit dem Magister ab, die Promotion erfolgte 1990 an selber Stelle mit der Arbeit Die musischen Agone der Panathenäen in archaischer und klassischer Zeit. Eine historisch-archäologische Untersuchung. Seitdem ist Kotsidu in Frankfurt in Forschung und Lehre tätig. Die Habilitation erfolgte 1998 mit der Schrift Timē kai doxa. Ehrungen für hellenistische Herrscher im griechischen Mutterland und in Kleinasien unter besonderer Berücksichtigung der archäologischen Denkmäler. Die Privatdozentin lehrt in Frankfurt im Range einer Außerplanmäßigen Professorin. Kotsidu forscht vorrangig zur Griechischen Kunst und Kulturgeschichte, zur römischen Wandmalerei und Mosaikkunst sowie zur Antikenrezeption in der Neuzeit. Zudem ist sie als Übersetzerin von Fachliteratur aus dem Griechischen in Erscheinung getreten.

## Schriften
- Die musischen Agone der Panathenäen in archaischer und klassischer Zeit. Eine historisch-archäologische Untersuchung. tuduv, München 1991, ISBN 3-88073-418-6 (Quellen und Forschungen zur antiken Welt, Bd. 8).
- Timē kai doxa. Ehrungen für hellenistische Herrscher im griechischen Mutterland und in Kleinasien unter besonderer Berücksichtigung der archäologischen Denkmäler. Akademie-Verlag, Berlin 2000, ISBN 3-05-003447-5.
- Landschaft im Bild. Naturprojektionen in der antiken Dekorationskunst. Werner, Worms 2007, ISBN 978-3-88462-249-0.
- mit Hans von Steuben und Götz Lahusen (Hrsg.): Museion. Beiträge zur antiken Plastik: Festschrift zu Ehren von Peter Cornelis Bol. Bibliopolis, Möhnesee 2007, ISBN 978-3-933925-88-6.
- Die griechische Kunst. Von den Anfängen bis zum Hellenismus. Reclam, Stuttgart 2010, ISBN 978-3-15-018707-4.